# Brasão de armas da Rodésia
O brasão de armas da Rodésia foi originalmente usado em 1923 pela colónia britânica da Rodésia do Sul, posteriormente conhecida apenas por Rodésia após 1964.
O escudo contém um leão vermelho rampant e dois cardos saídos das armas da família de Cecil Rhodes, da qual deriva o nome da colónia, e o lema em Latim: Sit Nomine Digna (Que Seja Digna do Nome) em referência a Rhodes. A picareta de ouro em verde representa a extracção mineira, fonte económica da colónia. Sobre o escudo está uma estatueta de talco da Ave do Zimbabwe encontrada nas ruínas do Grande Zimbabwe.
O escudo de armas foi usado num Pavilhão Azul Britânico tal como em muitas outras colónias britânicas, primeiro num disco branco, e mais tarde sem disco algum. Este modelo serviu como bandeira da Rodésia até 1964, quando o campo da bandeira foi mudado para azul claro. Em 1968 o brasão completo figuraria numa nova bandeira nacional, colocado ao centro, e quando a Rodésia se declarou república em 1970, tendo sido incluído na bandeira do presidente Rodésio.
As armas permaneceram inalteradas mesmo após a renomeação do país para Zimbabwe-Rodésia em 1979, e foram usadas pelo governo do Zimbabwe de 18 de Abril de 1980 a 21 de Setembro de 1981, quando o actual brasão de armas do Zimbabwe entrou em vigor.